# SN 1957C
SN 1957C – supernowa odkryta w październiku 1957 roku w galaktyce NGC 1365. W momencie odkrycia miała maksymalną jasność 16,50m.